# 小行星157421
小行星157421（157421 Carolpercy）是一颗绕太阳运转的小行星，为主小行星带小行星。该小行星于2004年10月20日发现。
該小行星以加拿大英語教授卡羅爾·珀西（Carol Percy）命名。

## 轨道参数
小行星157421的轨道半长轴为376 962 080 km，2.5198000 UA，离心率为0.156。